# Hippocampus bleekeri
 Hippocampus bleekeri és una espècie de peix de la família dels singnàtids i de l'ordre dels singnatiformes.

## Morfologia
Els mascles poden assolir els 35 cm de longitud total.

## Distribució geogràfica
Es troba a Austràlia i Nova Zelanda.